# Ipsibuffonella
Ipsibuffonella is een geslacht van mosdiertjes uit de  familie van de Buffonellidae en de orde Cheilostomatida. De wetenschappelijke naam van het geslacht is voor het eerst geldig gepubliceerd in 1997 door Gordon & d'Hondt.

## Soorten
- Ipsibuffonella hyalina Branch & Hayward, 2005
- Ipsibuffonella repens Gordon & d'Hondt, 1997
- Ipsibuffonella umbonata Figuerola, Gordon & Cristobo, 2018